# زیردریایی یو-۶۲۵
زیردریایی یو-۶۲۵ (به انگلیسی: German submarine U-625) یک زیردریایی بود که طول آن ۶۷٫۱ متر (۲۲۰ فوت ۲ اینچ) بود. این زیردریایی در سال ۱۹۴۲ ساخته شد.